# 18 avril 1949
Le lundi 18 avril 1949 est le 108e jour de l'année 1949.

## Naissances
- Andrew Powell, claviériste, guitariste de pop-rock et compositeur de musique de film
- Antônio Fagundes, acteur brésilien
- Bengt R. Holmström, économiste finlandais
- Celia Villalobos, personnalité politique espagnole
- Charles Fefferman, mathématicien américain
- Geoff Bodine, pilote américain de NASCAR
- Jean-François Lépine, journaliste et animateur de télévision canadien
- Jean-Michel Thibaux (mort le 16 mars 2015), écrivain français
- Michaël Levinas, compositeur français
- Peter Caffrey (mort le 1er janvier 2008), acteur irlandais
- Viacheslav Sobchenko, poloïste soviétique
- Włodzimierz Mokry, professeur et homme politique polonais spécialiste de l'Ukraine

## Décès
- Davy Burnaby (né le 7 avril 1881), acteur britannique
- Leonard Bloomfield (né le 1er avril 1887), linguiste américain
- Otto Nerz (né le 21 octobre 1892), footballeur allemand
- Ulrich Salchow (né le 7 août 1877), patineur artistique suédois
- Will Hay (né le 6 décembre 1888), acteur, scénariste et réalisateur britannique

## Événements
- Grand Prix de Pau